# Jorge Luis Delgado Rueda
Jorge Luis Delgado Rueda és un futbolista uruguaià, que ocupa la posició de davanter. Va néixer a Montevideo el 30 de setembre de 1975.
Ha militat a nombrosos clubs. Entre d'altres, ha jugat amb equips de l'Uruguai, la Xina, Espanya, País Valencià, Galícia, Xile o Bolívia.